# Juan Miguel Garcia Inglés
Juan Miguel García Inglés (Cartagena, Regió de Múrcia, Espanya, 3 de març de 1971), és un exfutbolista que jugava en la posició de porter. Actualment és entrenador de porters del FC Cartagena. Va ser internacional absolut en una ocasió amb la selecció espanyola.

## Clubs
| Club                   | Any       |
| ---------------------- | --------- |
| Reial Madrid Castella  | 1990-1992 |
| Reial Madrid           | 1992-1993 |
| Reial Saragossa        | 1993-2002 |
| Deportivo de La Coruña | 2002-2003 |
| Real Múrcia            | 2003-2007 |
| Gimnàstic de Tarragona | 2007-2008 |